# Чуваши (этноним)
Долгое время, то есть с конца XIX века, происхождение этнонима «чуваши» (чув. мн. ч. чăвашсе́м, ед. ч. чăва́ш) связывали с названием племени «суваз». В записках арабского путешественника ибн-Фадлана от 922 г. упоминается племя «суваз» (по другим данным «суван» или «сувар») в Волжской Булгарии, не желавшее принимать ислам. Исследователи (Ковалевский А. П., Ашмарин Н. И. и другие) отмечают, что арабское ‘с’ часто заменяет отсутствующий в арабском языке звук «ч», поэтому «сувазы» есть те самые чуваши, которые так и остались со своими древними верованиями.
В научной среде не все придерживаются такой трактовки. Есть версии, что этноним чуваш связан с соционимом XVI—XVII вв., указывавшим сословную принадлежность людей, плативших ясак и занимавшихся сельским хозяйством. Возможность происхождения этнонима чуваш от образа жизни народа, то есть от первичного социального содержания слова, первым высказал публицист Г. И. Комиссаров в статье, изданной в 1911 г.. Однако далеко не все считают, что этноним первоначально являлся соционимом. И, самое главное, о характере этого слова прямо говорит А. М. Курбский, касаясь 1552 года:
Егда же переплавишася Суру реку, тогда и Черемиса Горняя, а по их Чуваша зовомые, язык  особливый, начаша встречяти по пяти сот и по тысяще их...
То есть, верховых чуваш, тогда путали с «горными черемисами» (марийцами горной стороны Козьмодемьянского уезда обитающих за рекой Сура), во многом из-за схожести одежды, а также из-за сложившейся традиции тех лет, называть народы Среднего Поволжья, исповедующие язычество, черемисами. В других источниках времён Казанского ханства это слово тоже упоминается именно как этноним (см., например, некоторые из них, ниже, в тексте этой статьи).
Слово «чуваш» в значении и экзоэтнонима чувашей зафиксировал историк В. Н. Татищев в своём труде «История Российская», написанном в первой половине XVIII века. Он же первый указал и на прежний, на его взгляд, этноним чувашей — булгары.
Существуют гипотезы происхождения этнонима от исторических табгачей, от личного имени человека, от географического названия, от конфессионима çăваç.

## Свод сведений по истории этнонима чуваши

### Во времена Казанского ханства
В «Краткой истории города Казани» (1822), её автор К. Ф. Фукс отмечает, что чуваши были причислены к жителям нагорной стороны Казанского ханства по переписи (1469) хана Ибрагима

49. Около 1469 сделана была перепись земель Хана Ибрагима: «Со всею землею своею Камскою и Сыплинскою, и с Костятцкою, и из Беловоложкою, и Вотяцкою и Бакширскою». Ник. VI. II. К жителям нагорной стороны, (горные люди) причислены Чуваши, Черемиса, Мордва, Можары, Тарханы. Сузд. IV. 234. Царст. кн. 772.— Фукс К. Ф. Краткая история города Казани. — Казань, 1822.]
Гипотеза К. Ф. Фукса об использовании уже во времена Казанского ханства онима чуваши только применительно к предкам современных чувашей не подтверждается результатами исследований современных историков. К тому же, в летописях, на которые ссылается К. Фукс, не содержатся сведения о результатах переписи земель Казанского ханства. В Суздальской летописи, включённой в Лаврентьевскую, описания событий доведены только до 1419 г. Касательно Царственной книги, то в ней чуваши не упоминаются не только на 772 странице, но и во всей книге это слово нигде не встречается. В разделе Царственной книги, в котором описываются события происходившие на территории современной Чувашии, речь идёт только о татарах и о черемисах.
А. К. Салмин, ссылаясь на Фукса, делает вывод, что впервые этноним чуваши упоминается в 1469 году

В 1469 г. впервые появляется этноним чуваши. В этот год хан Ибрагим провел перепись земли Казанского ханства. Согласно ей к жителям нагорной стороны, к горным людям, причислены чуваши, черемисы, мордва, можары и тарханы [Фукс 1914:4].— Салмин А. К. Этноним чуваши в лабиринтах времени. // Радловский сборник: научные исследования и музейные проекты МАЭ РАН в 2011 г. — СПб., 2012. — С. 441.
Упоминание о чувашах встречается у А. И. Лызлова в написанной им в конце XVII века «Скифской истории». В ней он сообщает об участии чувашей в торжествах в Казани в 1508 году.

Приидоша же к Казани маиа в 22 день лета 7016. Тогда же нечестивый царь со всеми своими князи и мурзы и со многим поганским народом, не токмо живущими во граде, но и из далных мест пришедшими, изшед из града в поля, стояше в шатрах около града во время праздника своего поганскаго, нань же прихождаху народы татарския, и черемиския, и чувашския и пребываху ту пиюще и веселящеся многи дни, и куплю между собою деюще.
Воинство же российское в то самое время нападоша на поганых, идеже многих побиша и вся становища их плениша. Царь же со оставшими убеже во град и затворися.— Лызлов А. Скифская история. Часть I. — СПб., 1776. — С. 77.
Самое раннее летописное упоминание чувашей к настоящему времени обнаружено под 1521 годом в Типографской летописи, составленной в XVI веке.

Лѣта 7029*, ноября 8, Троицкой Сергиева монастыря игуменъ Ияковъ оставилъ игуменство. Того же лѣта, февраля 2, поставленъ бысть у Троици въ Сергеевѣ манастырѣ игуменъ Порфирий. Того же лѣта, мая, прииде вѣсть великому князю Василью Ивановичю всея Руси, что Казанский сегить и вси князи Казанскиа и Татаровѣ и Мордва и Черемиса и Чюваши и всии люди Казанския земли измѣнили великому князю и взяли собѣ на царство Крымскаго царевича Саапъ Кѣрѣя, а посланнаго великимъ княземъ царя Шаагалия с царства збили. Онъ же прииде къ Москвѣ и с царицею по Волзѣ, правимъ казаки Касимовскими, которые отъ ѣхали въ поле государьское. И царь Шаагалѣй сопасилъ ихъ великому князю. А что былъ со царемъ Шаагалѣемъ отъ великого князя въ Казани сынъ боярьской Василей Бушма, Юрьевъ сынъ Поджегина, и того князи и всѣ люди Казанския земли поймали и злѣй смерти предали.— Полное собрание русских летописей. — Т. XXIV. Летопись по Типографскому списку. — Петроград, 1921. — С. 218.
Сигизмунд Герберштейн первый из иноземных писателей упоминает чувашей в изданной им в 1549 году на латинском языке книге Rerum Moscoviticarum Commentarii (буквально «Записки о московских делах»).

Царь этой земли может выставить войско в тридцать тысяч человек, преимущественно пехотинцев, среди которых черемисы и чуваши — весьма искусные стрелки. Чуваши отличаются также и знанием судоходства.— Извлечения из «Записок о Московитских делах»

Беличьи шкурки также привозятся из различных краев, наиболее широкие из Сибирской области, а те, которые благороднее каких угодно других, из Чувашии, недалеко от Казани, затем из Перми, Вятки, Устюга и Вологды.— Извлечения из «Записок о Московитских делах»
В Казанской истории, составленной в 1564—1566, ведётся рассказ о Казанском ханстве вплоть до завоевании Казани Иваном Грозным (1552). В данной исторической повести ни разу не встречается слово чуваш, либо производные от него, хотя автор перечисляет и описывает народы, составлявшие Казанское ханство — сарацины или, иначе, басурмане, болгары, горные черемисы, луговые черемисы, черемисы, живущие у рек Кокшага и Ветлуга.

И шед полемъ округь и перелѣз Волгу, и засяде Казань пустую, Саиновъ юртъ.[51] Мало было во граде живущих. И собирающися срацыне и черемиса, которые по улусомъ казанскимъ нѣкако живяху, и ради ему бывше. И со оставшимися от плѣна худыя болгаре казанцы и молиша его заступника быти бѣдам, иже от насилиа и воевания рускаго, и помощника, и царству строителя, да не до конца запустѣют. И повинушася ему.— Казанская история
- Перевод: «И, обойдя поле, переправился он через Волгу, и засел в Казани пустом, „Саинов юрте“ (от имени Хусаин и термин „юрт“ — область* прим. Мещёрский юрт). Мало было тогда в городе жителей. И собирающиеся сюда (со всей округи) сарацины (мусульмане) и черемисы (марийцы), когда-то жившие по казанским улусам (волостям), были рады ему. И вместе с оставшимися уцелевшими от плена „несчастные (от горя)“ булгары — казанцы молили его быть им заступником в их бедах, от набегов и военных походов русских, и быть помощником и строителем их царства, дабы окончательно они не запустели (разорились). И повиновались они ему».

Вплоть до начала XX века среди казанских татар более популярным самоназванием был конфессионим «мусульмане» нежели этноним «татары». Следовательно, отсутствие упоминания этнонима чуваш в «Казанской истории» может быть объяснено только тем, что автор под упомянутыми им сарацинами и басурманами понимал предков современных казанских татар, а под остатками булгар — предков современных чуваш.
Известно упоминание чуваш у Андрея Курбского при описании похода русских на Казань в 1552 году

Егдажъ преплавишася Суру рѣку, тогда и Черемиса Горняя, а по ихъ, Чуваша зовомые, языкъ особливый, начаша встрѣчати по пяти сотъ и по тысящѣ ихъ, аки бы радующеся цареву пришествію: понеже въ ихъ землѣ поставленъ оный предреченный градъ на Свіягѣ.— Сказания князя Курбского. / Под ред. Н. Г. Устрялова. — СПб.: Типография Императорской академии наук, 1868. — С. 14.

#### Чувашская даруга
В Казанском ханстве Чувашская даруга, она же Зюрейская даруга (от поселения Старые Зюри) являлась управленческим и податным округом, расположенным южнее и юго-восточнее от Казани и управляемым наместником хана. Во времена Казанского ханства население в основном состояло из предков современных чуваш. 
Чувашская даруга с севера граничила с Арской даругой (удмуртской), с юга — с Ногайской даругой (ногайцы), включала земли по обеим сторонам р. Кама, бассейнов её притоков Мёша, Мензеля, Уратьма, Ик, Шильна, Мелекеска, Челна, Биклянь, Иж, Танайка, Тойма, Бетька, Агрыз и др.; частично по р. Вятка (Вĕтке) и рекам её бассейна (Шошма, Ушман, Норма, Нурминка, Секинечь и др.), частично по обеим сторонам р. Казанка и её притокам (Нокса, Сула, Ия и др.).
В Чувашскую даругу входили деревни, образовавшиеся после вынужденного переселения в конце XIV — начале XV веков части населения бывшей Волжской Болгарии из Закамья и с территории нынешней Самарской области. Другим направлением переселения населения бывшей Волжской Болгарии было Правобережье Волги — территория нынешних западных районов Татарстана, северных и центральных районов Чувашии.
Перечень деревень, входивших в Чувашскую Даругу: Чермыш, Старый Чермыш, Большой Чермыш, Новый Чермыш, Угречь (Атречь), Кебечь, Малая Кебечь, Ишеры (Старая Ишера), Алведин, Барлычи (Барлыкли), Большая Сия, Меньшая (Малая) Сия, Кебатчи, Бустырь, Малые Бустыри, Малая Кобек (Тобек)-Козя, Енасалы, Культары, Тулубаевская, Шибалеева, Кульсары, Бакрыля, Барынлер, Кокча, Большие Мятески, Верхние Мятески, Тямти, Балыкли, Старый Чермыш, Малые Шигали, Бустым, Малый Малкас, Малые Шали, Нырсывар, Коробян, Ячи (Ачи), Зюри (Терези тож), Изма, Савруш, Кебекова, Карашерма (Хура çырма), Меретяк, Кулсара, Бимерь, Верхняя Ия, Нижняя Ия, Средняя Ия, Бимерь Товалева, Коваль (Ковали), Большая Елань, Нурьма, Шармаши, Кебековская, Кобяк, Иеки Юрт, Трюктямти, Мертеки, Большой Термерлик, Мемер, Алан (Барыклы тож), Чаллы (Чуллă), Мамли, Арняш, Ошма, Воня, Икшерма (Ик çырма), Дюдин, Тарловка, Елабуга (д.), Терси, Назарбаш, Аккозина, Кучюкова, Позяр (Назяр тож), Агрыз, Малые Терси, Малая Черемша, Ишери, Терегулова, Сарбеева, Кудашева, Мааметь, Чеча, Отрачь, Шигалеева, Шатьша, Азбердеева, Камышлы (Хăмăшлă), Ожмяк, Большой Ус, Старый Кобыккопыр, Аксарина (Миева тож), Ардяш, Енасалы, Селенгуш (Çĕленкуç), Полведеи, Кадылеи, Малая Селенгушь, Малая Черемшана (Кĕçĕн Çырамсан), Бешегли, Меньчи, Ирыклы (Ирĕклĕ), Нижняя Уратьма, Бетки и др.
После присоединения Казанского ханства к Русскому царству Чувашская даруга была переименована в «Чувашскую дорогу».

### Во времена Казанского царства
В Ремезовской летописи, время написания которой датируется от конца XVII века до 1703 года, сказано, что в 1564 году Кучум забрал множество чуваш с собой из Казани в столицу Сибирского ханства.

24 статья. Во второе лето ехавъ Кучюмъ в Казань и дочь Казанского царя Мурата взятъ въ жену и с нею многихъ Чювашъ и абызъ и рускаго полону людей и приехавъ на Сибирку пребываше славно— Ремезовская летопись по Мировичеву списку. — С. 319—320
- Перевод: «Во второй год [своего царствования], отправившись в Казань, Кучум взял в жёны дочь казанского царя Мурата, а с ней множество чуваш и абызов*, и русских пленников, и приехав на Сибирку, жил в почёте».

*Абызы (Хафизы) — «мулла, татарский священник» участники широкого общественно-религиозного движения среди татар в XVI—XVIII вв. А. выступали за сохранение исламских традиций и образования.
Историк В. Д. Димитриев, опираясь на материалы Ремезовской летописи, связывает название Чувашского мыса с чувашами, вывезенным Кучумом из Казани.
Поскольку к 1564 году Казанского ханства уже не существовало, а в перечне казанских ханов имя Марат не встречается, то есть сомнения в достоверности изложенных в летописи событий.
Адам Олеарий по итогам посольства через Русское царство в Персию (1636—1639) завершил в 1643 году и опубликовал на немецком языке в 1647 «Описание путешествия в Московию и через Московию в Персию и обратно». В его сочинении ни разу не встречается слово чуваш, хотя он проплывал через территории, заселенные ныне чувашами, и подробно описывал народы, жившие на берегах Волги. Это может служить косвенным доказательством того, что слово чуваш к тому времени ещё не стало этнонимом и не использовалось предками современных чуваш в качестве самоназвания. По этнографическому сбору материалов среди закамских чуваш было установлено что этноним чуваш пришел к ним с правого берега Волги, до этого они называли себя часть черемшанцами (Çарамсан диал.Çеремсен), другая часть чолманами и чалнаси (по названию р. Кама), третья биляры (пÿлерçĕ от реки Билярки — с чувашского «запруда»).

#### Является ли «Ясачная чуваша» соционимом
В исторических документах XVI—XVII веков чувашами авторы нередко называли предков современных бесермян, южных удмуртов, казанских татар и собственно чувашей. Одновременно с этим, предки современных чувашей именовались черемисами и татарами. Всё это подтверждает, что под словом чуваш в XVI—XVII веках никак не могли понимать название народа — это был соционим, а не этноним. В статье И. П. Ермолаева по этому поводу сказано:

Тяглое нерусское население местного происхождения обычно называлось «чювашами», а нерусское население западных областей — «латышами». Крестьянские дворы (русские крестьяне) в хозяйствах феодалов указываются отдельно от «чювашских» и «латышских».— Писцовая книга Казанского уезда 1602—1603 годов: публ. текста / Сост. Р. Н. Степанов, статьи Ермолаева И. П., Степанова Р. Н. — Казань : Изд-во Казан. ун-та, 1978. — С. 17—18.
По мнению Д. М. Исхакова именование низовой («чёрной») феодально-зависимой части казанских татар «ясачными чувашами» в русскоязычных источниках до первых десятилетий XVII века связано не только с особенностями этнической ситуации в Казанском ханстве и Казанском крае, но и со спецификой переписей населения Среднего Поволжья после русского завоевания.

Термин «ясачная чуваша» фиксировал сословную принадлежность: наименование «чюваша» (šüäš), по авторитетному заключению лингвиста Р. Г. Ахметьянова, обозначало «пахаря, земледельца».— Татары. — М.: Наука, 2001. — С. 104—105.
В то же время имеется и другая точка зрения.

Изобретение Е. И. Чернышевом, И. П. Ермолаевым и Д. М. Исхаковым мифа о том, что «ясачные чуваши» левобережья и присвияжья Казанского ханства не чуваши, а татары, что здесь слово «чуваш» источников — не этноним, а социальный термин для обозначения ясачного татарина.
В действительности остатков болгар, «худых болгар» в Казанском летописце, появившихся в Приказанье, Заказанье, на Арской стороне и на Чепце после опустошения Болгарской земли источники называют чувашами (в местах их проживания и топонимы чувашские). В Казанском ханстве, как и в Крымском и других татарских ханствах, ясачных татар не было. В них все татары являлись только служилыми (господами). Это положение убедительно обосновано С. О. Шмидтом.— Бюро Отделения истории Российской академии наук. Академику-секретарю Отделения академику А.А.Фурсенко. Записка о научной экспертизе лженаучных гипотез казанской исторической школы. — Академик-секретарь Отделения общественных наук Национальной академии наук и искусств Чувашской Республики доктор исторических наук, профессор В.Д.ДИМИТРИЕВ. 11 марта 2002 г.

#### Чувашская (Зюрейская) дорога
Чувашская (Зюрейская) дорога — единица административно-территориального деления Казанского царства. С середины 16 в. входила в Казанский уезд, в 17 в. часть Чувашской дороги была передана Уфимскому уезду.
С середины 16 века в Чувашской дороге начало проживать русское население. Служилые чуваши во 2-й пол. 16—17 вв. приняли крещение, стали служилыми новокрещенами и впоследствии обрусели.

### Во времена Казанской губернии
Чувашская (Зюрейская) дорога вошла в состав образованной в 1708 году Казанской губернии, в 1719 в состав Казанской и Уфимской провинций. Была упразднена в 1781 году, когда Казанская губерния была преобразована в наместничество.

Первым письменно заявившим о происхождении чуваш от булгар был Адам Олеарий (Германия, XVII век), посетивший Россию в 1630-х годах. Он записал свои наблюдения о чувашах, связав их с булгарами на основе местных преданий и рассказов. Первое издание книги вышло в Шлезвиг в 1647 г., «Beschreibung der muscowitischen und persischen Reise» («Описание путешествия в Московию и Персию»), стр. 192 (немецкое издание):
Чуваши, обитающие ныне по Волге, остатки древних болгар, кои некогда сильное царство имели, но ныне под властью Москвы пребывают. Die Tschuwaschen, so jetzt an der Wolga wohnen, sollen die Überbleibsel der alten Bulgaren seyn, welche sonst ein mächtig Königreich gehabt
Вторым, кто утвердил, что чуваши «сами себя называют булгарами, так их и русские называют», стал В. Н. Татищев, который самолично объездил всё Поволжье и основал город Ставрополь (ныне Тольятти), написал в своём труде «История Российская с самых древнейших времён»:
Чуваши, яко сами себя и от россиян тако зовут, суть болгары древние, иже по Волге вниз и вверх жилища свои имели, но потом многие из них в иные места переселились
Следующим, кто связал чуваш с булгарами, был Иоганн Георг Гмелин (Германия/Россия, XVIII век) «Reise durch Sibirien von dem Jahr 1733 bis 1743» («Путешествие по Сибири с 1733 по 1743»). Гмелин, немецкий учёный на русской службе, проводил экспедиции по Поволжью и оставил записи о чувашах, опираясь на их язык и традиции:
Чуваши, которых я встретил в Казанском крае, суть потомки древних волжских болгар, сохранившие язык свой. Die Tschuwaschen, die ich im Kazanschen Lande angetroffen, sind Nachkommen der alten Wolga-Bulgaren, welche ihre Sprache erhalten haben
Позднее, в 1863 году, Хусаин Фаизханов после неудачных попыток перевести эпитафии «волжских булгар» с татарского языка, однако, обратив внимание на утверждение русских о булгарском происхождении чувашей, прочитал надписи, опираясь на данные чувашского языка, после чего опубликовал свой труд «Три надгробных булгарских надписи».
Историк В. Н. Татищев в своём труде «История Российская» (первая половина XVIII века), однозначно использовал слово чуваш в значении этнонима, отмечая при этом связь чуваш с булгарами. Он не рассматривал этимологию слова чуваш и причины смены этнонима, но благодаря его сочинениям можно предположить, что только в первой половине XVIII века этноним чуваш окончательно закрепился за предками современных чувашей.

Вниз по реке Волге чуваши, древние болгары, наполняли весь уезд Казанской и Симбирской— Татищев В. Н. История Российская. — М.; Л., 1962. — Т. I. — С. 252.

Чуваши, народ болгарской, около Казани— Татищев В. Н. История Российская. — М.; Л., 1962. — Т. I. — С. 426.

Вниз по Каме жили биляры, или болгары, и чолматы… ныне остатки их чуваша, которых и вниз по Волге довольно— Татищев В. Н. История Российская. — М.; Л., 1962. — Т. I. — С. 428.

Оставшие болгарские народы чуваша— Татищев В. Н. История Российская. — М.; Л., 1964. — Т. IV. — С. 411.
Герард Фридрих Миллер в ходе Великой Северной экспедиции (1733) близко познакомился с культурой, бытом, языком чуваш. По результатам произведенных в Казанской губернии сборов Миллер написал этнографическую работу, посвященную чувашам, мари и удмуртам. Работа первоначально была опубликована на русском языке (1756). В ней он также вслед за Татищевым использует слово чуваш как этноним.

### Во времена РСФСР
24 июня 1920 года ВЦИК и Совнарком РСФСР приняли постановление, подписанное В. И. Лениным и М. И. Калининым, об образовании Чувашской автономной области, как части РСФСР.
С 1781 г. на карте вновь появилось административное образование с названием, включающим слово Чувашская. Если первое находилось юго-восточнее Казани, то новое располагалось уже юго-западнее Казани.
В 1920-е годы обсуждалась идея изменения названия Чувашской АССР в Болгарскую АССР и переименования чувашей в болгар, вслед за переименованием черемис в марийцев.
21 апреля 1925 года ВЦИК постановил преобразовать Чувашскую автономную область в Чувашскую Автономную Советскую Социалистическую Республику.
С августа 1929 года по декабрь 1936 года республика находилась в составе Нижегородского края (в 1932 году переименованного в Горьковский край).
19 октября 1990 года происходит переименование Чувашской АССР в Чувашскую Советскую Социалистическую Республику. В том же месяце 1990 года Верховный Совет принимает «Декларацию о государственном суверенитете Чувашии».

### Российская Федерация
С 13 февраля 1992 года с принятием Закона «Об изменении наименования Чувашской ССР» Чувашская ССР стала называться Чувашской Республикой — Чувашией.
13 мая 2000 года Чувашская Республика входит в состав Приволжского федерального округа Российской Федерации.

## Экзоэтнонимы чувашей
С начальными звуками глухой альвеолярный сибилянт [s] или глухой альвеоло-палатальный фрикатив [ɕ] этноним чуваш произносится в башкирском (сыуаш), татарском (чуваш [ɕuvaʃ]), марийском (суаслама́ры), эрзянском (ве́тьке) языках.

## Этимология

### Поволжско-кыпчакская теория
Поволжско-кыпчакская теория в качестве основной используется в Этимологическом словаре русского языка М. Фасмера для этимологии этнонима чуваш.
По мнению венгерского востоковеда и тюрколога Д. Немета, этноним чăваш принадлежит к одной семантической группе с киргизском родовым названием Živaš и родовым названием нижних кумадинцев Чабаш(Чабат), образованных от слов, означающих «мирный, миролюбивый, медленный», и представляющих собой своеобразные прозвища.
Л. П. Потапов указывается два вариант названия рода (сеока) нижних кумадинцев — Чабаш и Чабат
. У В. В. Радлова при перечислении родов используется только второй вариант названия рода, то есть название Чабат
.
Языковед и лексикограф М. Фасмер, ссылаясь на Д. Немета, происхождение слова чуваш связывает с татарским džуvаš «мирный, радушный», киргизским džuvaš, juvaš.
Происхождение этнонима семасиологи пытаются связать с волжско-тюркским словом živaš «спокойный, скромный, мирный». Древнетюркский javaš (йаваш) в чувашском языке из-за характерного для него рефлекса пратюркского начального j- [ j ] в ś [ ɕ ] (орфографически Ҫ ç) мог бы получить произношение śavaš (çăваш). В форме čăваш (çăваш, сьăваш) этноним чăваш зафиксировал в XIX веке В. В. Радлов.

Пример из словаря В. В. Радлова: Кірäк суваш, кірäк чірмĭш, кірäк āр, кірäк нідī кішi булсын барысыда алланың, мäндäläрi iкäн! «Будь это чуваши, черемисы, вотяки или другие какие-либо люди, все они рабы Божии» [Радлов 1899:1354—1355]. В. В. Радлов же зафиксировал этноним в форме čăваш [çăваш, сьăваш] [РАН, ф. 177, оп. 1. 107:2833].— Салмин А. К. В. В. Радлов и его труды в контексте чувашеведения // Блог-конференция Radloff—2012
Б. А. Серебренников замене в чувашском языке звука [ j ] другими звуками находит соответствие и в марийском языке:

Древний звук йот в чувашском языке превратился в дж, которое затем превратилось в ç. Тенденция к спирантизации аффрикат, например, аффрикаты ч, отмечена также и в марийском языке.— Серебренников Б. А. Происхождение чуваш по данным языка // О происхождении чувашского народа / Сборник статей. — Чебоксары: Чуваш. гос. изд-во,  1957. — С. 39.
Отсутствие звука tɕ͡ в современных чувашских экзоэтнонимах сыуаш (в башкирском языке) и чуваш [ɕuvaʃ] (в татарском языке) объясняется результатами исследований сравнительно-исторической грамматики тюркских языков.

В анлауте č- сохранился в большинстве кыпчакских языков: алт., кбалк., кирг., кум., ктат., урум., кар.к. čyq-, кар.т. čyx- ‘выходить’.
Наиболее характерным для центральных кыпчакских языков является переход č- > š-. Его можно рассматривать как индикатор этой группы: каз., ккалп., ног. šyq-, šap- ‘скакать’, карач. šaj < čaj ‘чай’, šaj < čaj ‘мелкая река’ (Чеченов 1996, 271). Недалеко от этой группы находится татарский, в котором č- > šš-: ššyq-, ššåp-.
č- > с- произошел в далеких друг от друга диалектах: мишарском татарского языка, барабинском сибирских татар, галицком караимского языка: čyq- ‘выходить’, čap- ‘рубить, косить’.
č- > s- является отличительной чертой башкирского языка: syq, sap. Башкирский язык отражает последнюю ступень в переходе č-> š- > s-.
č-> ǯ- в диалекте карачаево-балкарского языка: čypčyq > ǯybǯyq ‘птичка’ (Акбаев 1963, 39).— Сравнительно-историческая грамматика тюркских языков: Региональные реконструкции / Под ред. Э.Р. Тенишева. М., 2002. Т. 5. - С. 269.

### Суасская (сувазская) гипотеза
В работе «Болгары и чуваши» тюрколог Н. И. Ашмарин, исследуя этимологию слова суас (сÿäс), которым луговые марийцы обозначают в настоящее время татар, предположил, что слово «чăваш» ранее имело несколько иное звучание:

Всё это заставляет нас предположить, что слово «чăваш» в старину произносилось чувашами несколько иначе, чем теперь, и именно в одной из следующих форм: ćуаć, ćуаз, ćы̆ваć или ćы̆вас (çуаç, çуас, çăваç, çăвас); в этом то более древнем виде оно и было взято черемисами в их богатый чувашизмами язык.— Ашмарин Н. И. Болгары и чуваши. — Казань, 1902.
Автор первого русского перевода наиболее полного текста «Записки» Ахмеда ибн Фадлана востоковед А. П. Ковалевский, дополнительно изучив вопрос написания конечных букв «н» и «з» в старой арабской графике, во втором издании (1956) книги Ибн Фадлана, предложил новый перевод названия одного из племён, первоначально прочитанного им как «саван» (по тексту Мешхедской рукописи, стр. 2086, строка 11).

Кроме того, он захотел, чтобы произошла перекочевка [племен], и послал за народом, называемым суваз, приказывая им перекочевать вместе с ним. [Они] же отказали ему. И [они] разделились на две партии.— Ковалевский А. П. Книга Ахмеда ибн-Фадлана о его путешествии на Волгу в 921—922 гг. — Харьков: Изд-во. Харьковского гос. университета им. А. М. Горького, 1956.
В названии племени «суваз» А. П. Ковалевский увидел древнюю форму нынешнего названия чуваш.

…если с одной стороны учесть, что названия сăваз-сăваç и чăваш являются лишь видоизменениями того же самого слова, а с другой стороны обратить внимание на замечательный факт, указанный П. Г. Григорьевым, что чуваши, также как и сувазы в 922-м году, в продолжение многих веков упорно не хотели принимать ислама, нельзя не увидеть тесную связь между обоими народами.— Ковалевский А. П. Чуваши и булгары по данным Ахмеда Ибн-Фадлана. — Чебоксары: Чуваш. гос. изд-во, 1954. — С. 45.
А. П. Ковалевский отмечает соответствие различных вариантов слова «суваз» выводам Н. И. Ашмарина.

Из приведенного обзора различных вариантов слова цуаç, суаç, сăваç, сăвар и тому подобных мы видим, что это старинное название народа чуваш засвидетельствовано в памятниках, начиная с X века, причем, по видимому, в тех формах, которые соответствуют выводам Н. И. Ашмарина, добытым совсем иным путём.— Ковалевский А. П. Чуваши и булгары по данным Ахмеда Ибн-Фадлана. — Чебоксары: Чуваш. гос. изд-во, 1954. —
О. Г. Большаков, ссылаясь на А. П. Ковалевского, в примечаниях к переводу произведения ал-Гарнати предполагает, что название города Сувар связано с этнонимом чуваш:

Есть предположение, что название города связано с этнонимом «чуваш» (арабское *** часто заменяет отсутствующий в арабском языке звук «ч», отсюда: суваз — чуваз — чуваш). Ал-Гарнати впервые сообщает о большой колонии суварцев (скорее всего купцов) в Нижнем Поволжье.— Большаков О. Г. Примечания // Ал-Гарнати Абу Хамид. Путешествие в Восточную и Центральную Европу (1131—1153 гг.). — М.: Гл. ред. восточ. лит., 1971. — С. 67.
Гипотезу А. П. Ковалевского о происхождении этнонима чуваш от слова суваз (сювазь) поддержал историк В. Д. Димитриев. Он также расширил гипотезу О. Г. Большакова, предположив, что и название самого народа сувары в X веке было иным, а именно сувазы (сювазы).

Уже в X веке сувары назывались сувазами (точнее, вероятно, сювазями). Марийцы именовали болгар и сувазов суасами. Этноним «чуваш» происходит от названия суваз (сювазь).— Димитриев В. Д. Чувашские исторические предания: Очерки истории чувашского народа с древних времен до середины XIX века. / Второе, дополненное издание. — Чебоксары: Чуваш. кн. изд-во, 1993. — С. 22.
А. К. Салмин ссылаясь на О. Г. Большакова пишет:

Этимологи предлагают следующую сокращенную схему происхождения этнонима чăваш «чуваш»: савир → сувар → сувас → суваш → чăваш. О. Г. Большаков также считает верной указанную схему. В частности, он уточняет, что арабское ‘с’ часто заменяет отсутствующий в арабском языке звук ‘ч’, отсюда: суваз → чуваз → чуваш [Большаков 1971:67].— Салмин А. К. В. В. Радлов и его труды в контексте чувашеведения // Блог-конференция Radloff—2012
Николай Егоров обнаруженную у Ибн Фадлана форма суваз объясняет простой опиской переписчиков и на этом основании отрицает родство слов сувар (суваз по Ибн Фадлану) и чуваш.

В результате перестановки точки снизу буквы над ней форма сувар преобразовалась в ошибочную суваз. Даже если принять форму суваз за реально существовавшую, она по фонетическим законам никак не может перейти в современное чăваш, так как среднебулгарский звук с в начале слова никак не переходит в чувашский ч, точно так же среднебулгарский звук з (а тем более р) не может дать в чувашском ш.— Егоров Н. И. Примечания // Хрестоматия по культуре Чувашского края: дореволюционный период. — Чебоксары: Чуваш. кн. изд-во, 2001. —  С. 60.

### Табгачская гипотеза
В работе «Лексикостатистическая оценка алтайской теории» востоковед Джерард Клосон озвучил версию, согласно которой самоназвание чувашей имеет отношение к этнониму исторических табгачей.

Имеются причины (их слишком сложно было бы объяснять здесь), дающие основание предполагать: 1) что название Çuvaş является поздней формой старого племенного названия Tavğaç, и 2) что чувашский язык является развитием языка исторических тавгачей (Т’о-ра в китайских списках), которые основали династию Вей, или Т’о-ра, в северном Китае в IV в. и были в течение ряда лет в тесном контакте с киданями.— Клоусон Дж. Лексикостатистическая оценка алтайской теории. // Вопросы языкознания. — 1969. — Вып. 5. — С. 39—40.

### «Хакасская» гипотеза
Чувашский краевед Лебедев Е. Г. предположил, что этноним чăваш имеет отношение к известному по средневековым китайским источникам этнониму 햐가스 «хягяс». Согласно его гипотезе, лексема *ɕаɣaʂ / *ɕаɣas (<*xiаɣaʂ / *xiаɣas), первоначально означавшая булгаризованных потомков средневековых енисейских кыргызов (древних хакасов), состоявших на службе у булгарских правителей, со временем стала самоназванием всех групп волжских булгар.

### Народная этимология
К народной этимологии, которая в отличие от научной этимологии, основывается не на законах развития языка, а на случайном сходстве слов разных языков. Были попытки связать слово чуваш со словами болгарского (болг. чуваш — слышать, то есть послушник Бога), турецкого (тур. savaşçı — воин, боец, тат.сугышчы), русского языков, а также со словом из верхового диалекта чувашского языка (чув. çăва — кладбище). Так же по рассказам старейшин деревень слово чăваш произносилось первоначально как сывăш — и означало «выживший», после того как сначала булгар разорили татары а потом русские, их осталось совсем мало, по этому когда у них инородцы спрашивали «вы выжившие?» (после нападения на их город инородцев) они отвечали: — сывăш, тусăм, сывăш… (выжившие, друг, выжившие), так они сменили этноним «худых (разорённых) булгар» на чуваш.
Имя бога света Chuvash из мифологии инков с этнонимом чуваш связывает швейцарский писатель-уфолог Эрих фон Дэникен.
Историк В. Д. Димитриев приводит пример использования народной этимологии, зафиксированный в Толковом словаре живого великорусского языка В. И. Даля, Н. М. Адёром (Тувалкиным) перед Всероссийской переписью населения (2010).

В последнее время некоторые художники и бизнесмены, ссылаясь на словарную статью «Чуваша» в IV томе «Толкового словаря живого великорусского языка» (Спб., 1882) В. И. Даля, где значится: «ЧУВА́ША твр. пск. чувары́ка смл. об. неопрятный человѣкъ. Чувашъ-чувашъ, такъ скликаютъ свиней: чух-чухъ, чуш-чушъ. Всякій калмыкъ Иванъ Иванычъ, а чувашинъ Василій Иванычъ» (с. 611), стали призывать читателей отказаться от этнонима чăваш и присвоить этноним сувар. Надо сказать, что В. И. Даль в толковании этнонима чуваша пользовался как раз методом народной этимологии.
— Димитриев В. Д. Фальсификация истории
Салмин А. К. считает, что нарицательное чува́ша, отмеченное в словаре В. И. Даля, возникло от этнонима чуваш.

Во второй половине XVI в. многие чуваши из Казанской губернии были принудительно переселены в западные регионы Европейской части России — Новгородскую, Псковскую и Смоленскую губернии. Это был ответ за недовольство порядками царского правительства. На новых местах чуваши влачили жалкое существование и вскоре были ассимилированы. В этот период местное население называло их чуваша, а затем это прозвище было перенесено и на других людей в значении «неопрятный человек» [Даль 1982:611].— Салмин А. К. Этноним чуваши в лабиринтах времени. // Радловский сборник: научные исследования и музейные проекты МАЭ РАН в 2011 г. — СПб., 2012. — С. 443—444.

#### Гипотеза И. Н. Юркина и Н. И. Ашмарина
В опубликованном М. П. Петровым отрывке из письма Н. И. Ашмарина от июня 1925 автор письма приводит и обосновывает мнение И. Н. Юркина о происхождении слова чăваш от чувашского слова çу «лето».

Черемисские формы: суас, сÿäс, по-видимому, говорят за то, что слово «чуваш» раньше произносилось çăваç; если бы это было так, то тогда бы могло оправдаться мнение И. Н. Юркина, что слово «чуваш» происходит от çу «лето» (об этом нигде не напечатано, но имеется в одной из его рукописей). Это мнение прекрасно сходится с историческими свидетельствами арабских писателей, передающих нам, что болгары кочевали только по летам: они были летовщики; слово «чăваш» «çăваç» значило бы тогда: летовщик.— Петров М. П. О происхождении чуваш. — Чебоксары: Чуваш. гос. изд-во, 1925. — С. 61.
Петров М. П. предположение И. Н. Юркина и Н. И. Ашмарина считает ошибочным.

Н. И. Ашмарин вслед за И. Н. Юркиным полагает, что название «чăваш» значит «летовщик» и что булгары называли себя так потому, что «кочевали только по летам». Однако, этот довод, по нашему мнению, нельзя считать достаточно веским, так как и буртасы, и хозары так же кочевали только по летам, но ниоткуда не видно, чтобы из называли «чăвашами».— Петров М. П. О происхождении чуваш. — Чебоксары: Чуваш. гос. изд-во, 1925. — С. 56.

#### Гипотеза «Йăваш»
Современные чувашское слово йăваш, означающее «робкий, кроткий, тихий, смирный, несмелый», и казанско-татарское слово юаш, означающее «смирный, безропотный, кроткий, скромный, безобидный», вроде как бы должны быть связаны с тем семантическим полем, из которого берёт свое начало этноним чуваш.
Чувашский писатель и этнограф Спиридон Михайлов отрицал возможность происхождения этнонима от слова йăваш.

…юваш значит не слово «мирный», а «робкий». Так ныне дразнят чуваш, например: чуваш-юваш, «чуваши — робкие».— Михайлов С. М. Собрание сочинений. — Чебоксары: Чуваш. кн. изд-во, 2004. — С. 142.

…надобно полагать, что слово чуваш происходит не от придаточного юваш, по которому их дразнят…— Михайлов С. М. Собрание сочинений. — Чебоксары: Чуваш. кн. изд-во, 2004. — С. 143.
В собрание чувашских пословиц включены восемь пословиц в которых чуваши названы робкими.

8824. Мишер пек суеççи, вырăс пек усалли, чăваш пек йăвашши çын та çук. Ник., 1920, 83 с.— Чăваш халăх пултарулăхĕ. Ваттисен сăмахĕсем. — Шупашкар: Чăваш кĕнеке изд-ви, 2007. — С. 268.

8857. Çĕр çинче чăваш пек йăваш халăх çук. ЧПГĂИ ĂА, III, 311 (3), 687 с.— Чăваш халăх пултарулăхĕ. Ваттисен сăмахĕсем. — Шупашкар: Чăваш кĕнеке изд-ви, 2007. — С. 269.

8862. Турă чăваша йăваш чунлă çуратнă. ЧПГĂИ ĂА, III, 311 (3), 863 с.— Чăваш халăх пултарулăхĕ. Ваттисен сăмахĕсем. — Шупашкар: Чăваш кĕнеке изд-ви, 2007. — С. 269.

8988 Чăваш йăваш тет. Пат., 5, 99 с.— Чăваш халăх пултарулăхĕ. Ваттисен сăмахĕсем. — Шупашкар: Чăваш кĕнеке изд-ви, 2007. — С. 273.

9024. Чăваш çынни те аллине чăмăртиччен анчах йăваш. ЧПГĂИ ĂА, III 311 (4), 1087 с.— Чăваш халăх пултарулăхĕ. Ваттисен сăмахĕсем. — Шупашкар: Чăваш кĕнеке изд-ви, 2007. — С. 274.

9059. Чăваш хăй йăванса кайсан та эпĕ йăваш тесе кăшкăрать тет. ЧПГĂИĂА, III, 1049, 7216, 8 л.— Чăваш халăх пултарулăхĕ. Ваттисен сăмахĕсем. — Шупашкар: Чăваш кĕнеке изд-ви, 2007. — С. 275.

9087. Чăваша йăвашлăхĕ хуплать. ЧПГĂИ ĂА, III, 311 (4), 1082 с.— Чăваш халăх пултарулăхĕ. Ваттисен сăмахĕсем. — Шупашкар: Чăваш кĕнеке изд-ви, 2007. — С. 275.

#### Религиозная гипотеза
По мнению филолога Н. И. Егорова происхождение этнонима чуваш связано с кыпчакским (татарским) произношением конфессионима çăваç, которым, по его мнению, называло себя сельское население, придерживавшееся языческих верований.

В марийском языке этноним суас (сÿ'ӓ'с, ш'́'ӓ'ш'́', 'с'ӓ'с) является заимствованием из чувашского языка. Диалектные формы этого марийского этнонима явно показывают его старое звучание çăвăç «язычник» — из древнетюркского йагъычи «жертвоприноситель», от йагъ- «приносить жертву». Не следует путать это слово с древнетюрк. йогъчи «участник поминального обряда, плакальщик», от йогь «поминальный обряд», откуда современное чуваш. çăва «могила».
В золотоордынский период на территории Среднего Поволжья появилось весьма пестрое в этническом и языковом отношении пришлое население (монголы, тюрки-кыпчаки, тюрки-огузы, ираноязычные персы и таджики, армяне, славяне, финно-угры и др.), основная масса которого была исламизирована. Местное сельское булгаро-чувашское население, придерживавшееся традиционных языческих верований, называло себя çăваç.
— Егоров Н. И. Примечания. // Хрестоматия по культуре Чувашского края: дореволюционный период. — Чебоксары: Чуваш. кн. изд-во, 2001. — С. 136.
Далее он пишет:

Таким образом, ко второй половине XIV в. основным признаком, различающим пришлое золотоордынское и местное булгаро-чувашское население на территории бывшей Волжской Булгарии, стала выступать религиозная принадлежность. По этому признаку местное булгаро-чувашское население называлось çăваç, и марийцы это восприняли как этническое название. А пришлое золотоордынское — бесермен (от арабского муслимин).
Окончательно этноним чăваш складывается в период Казанского ханства. Переселившиеся во второй половине XV в. в Среднее Поволжье кыпчаки восприняли термин çăваç «жертвоприноситель» в качестве этнического названия и, согласно произношению кыпчакского (татарского) языка, переделали его в чăваш. В такой форме это попало в чувашский и другие языки. В конце XIV в., в результате геноцида со стороны золотоордынских эмиров, булгаро-чувашей в Правобережье почти не осталось. Этой кучке чудом сохранившихся булгар волею судьбы было суждено стать основой нового двухмиллионного этноса, вошедшего в историю под именем чăваш — чуваши.
— Егоров Н. И. Примечания. // Хрестоматия по культуре Чувашского края: дореволюционный период. — Чебоксары: Чуваш. кн. изд-во, 2001. — С. 137.
Историк В. Д. Димитриев подверг критике версию Н. И. Егорова, поставив её в один ряд с другими примерами народной этимологии.

Тема о народной этимологии очень актуальна для печати Чувашской Республики. Почти все «любители истории» без исторического и филологического образования в своих высказываниях о происхождении чувашей от шумеров, египтян, индо-иранцев, саков, скифов, сарматов, этрусков и т. п. «опираются» на народную этимологию.
Даже остепенённые чувашские филологи стали утверждать, что этноним чăваш произошёл от созвучного ему слова сăва «могила», означающего якобы язычника.— Димитриев В. Д. Фальсификация истории

#### Патронимическая гипотеза
Историк М. П. Петров, отталкиваясь от предположений С. М. Михайлова и Г. И. Комиссарова, стал утверждать, что этноним чăваш произошёл от личного имени человека, которое стало родовым, затем племенным и, наконец, национальным..
Писатель Юхма Мишши развил предположение С. М. Михайлова, дополнительно предположив, что происхождение этнонима связано с именем Чуваш-батора:

В конце сопротивление возглавил полководец Чуваш-батор. По имени этого человека воины, не желавшие покоряться монголам, продолжавшие борьбу, себя стали называть «чувашами». А впоследствии и весь народ стал так себя называть именем человека, возглавившего движение сопротивления.

…О Чуваш-баторе сохранились четыре очень любопытных исторических предания. В одном сообщается, что он погиб в борьбе с монголами и похоронен на правом берегу реки Тобол.
В Сибири есть место, которое названо его именем: Чуваш-гора.— М. Юхма: Знание истории — необходимо
Ономаст В. А. Никонов ставит под сомнение возможность патронимического происхождения отдельного этнонима, частным случаем чего является Чуваш-батор Юхма Мишши:

Чаще как раз обратное: этноним, кажущийся патронимичным, породил имя мифического «предка», которое произведено из этнонима, ставшего непонятным.— Никонов В. А. Этнонимия // Этнонимы: Сборник статей / Институт этнографии им. Н. Н. Миклухо-Маклая АН СССР; Отв. ред. В.А. Никонов. — М.: Наука (Главная редакция восточной литературы), 1970. — С. 15.

#### Географическая гипотеза
Писатель Спиридон Михайлов предположил, что этноним чăваш мог произойти не только от личного имени человека, но и от географического названия, например, от названия Чувашского мыса на берегу реки Иртыш вблизи г. Тобольска.

…надобно полагать, что слово чуваш происходит не от придаточного юваш, по которому их дразнят, а от какого-нибудь древнейшего их родовича, или же имя это есть географическое, происходящее, может быть, и от означенной горы Чувашьи…— Михайлов С. М. Собрание сочинений. — Чебоксары: Чуваш. кн. изд-во, 2004. — С. 143.
Публицист Гурий Комиссаров добавил возможность происхождения этнонима и от места жительства народа.

Возможно, что это слово указывало на образъ жизни или мѣстожительство или имя родоначальника носителей его.— Комиссаров Г. И. Чуваши Казанскаго Заволжья. // Извѣстія общества археологіи, исторіи и этнографіи при Императорскомъ Казанскомъ университетѣ. Т. XXVII, вып. 5. — Казань: Типо-литографія Императорскаго Университета, 1911. — С. 323.

#### Ближневосточная гипотеза
Н. Я. Марр слово чăваш выводит из слова… шумер.

Касательно чăваш…, да ведь это и есть шумер в форме с огласовкой «а» шumar=шумар (ср. груз. stumar «гость») и это составной двуплеменной термин шumar «сал-ибер», точнее — шу-(р) бер", и этот шumar (в чувашском и даёт «чăваш» || шubaш (в Шubaш-kar) и т. д. и т. д.— Петров М. П. О происхождении чуваш. — Чебоксары: Чуваш. гос. изд-во, 1925. — С. 62.
А. В. Изоркин предполагает, что название чувашского народа связано с именем богини-воительницы из шумеро-аккадской мифологии.

В древнейших шумерских и хеттских письменных памятниках зафиксировано имя богини Шаваш (Шаваш, Шауш, Шавуш). Она богиня войны и защитница народа. В III—II тысячелетиях до нашей эры переднеазиатские народы жили в постоянных военных столкновениях, и Шаваш была очень почитаемой богиней в прачувашском пантеоне, что свидетельствует о том, что эти племена всё ещё имели пережитки былой стадии матриархата. Имя Шаваш (Чăваш) впоследствии вполне могло остаться названием народа. Такова этимология (происхождение) слова «чуваш»: это — имя бога племён каменного века.— Изоркин А. В. История чувашского народа. Часть 1. — Чебоксары, 1995.
По мнению Г. П. Егорова слово «чăваш» образовалось от слияния названия царства Чаши, представлявшего совокупность земель всех городов-царств шумера, с подлинным названием шумер — сăвар.

Откуда исходит название народа ЧĂВАШ? Оно образовано или от слияния двух названий — ЧАШ и СĂВАР. Два звука от СĂВАР перешли в ЧАШ — получилось Ч(ĂВ)АШ. Или же название государства сăваров на юге Месопотамии ЧАШШАР представляет из себя сокращённое ЧĂВАШШАР.— Егоров, Г. П. Воскресение шумеров : о происхождении чуваш. этноса. — 2-е изд. — Чебоксары : Атăл, 1993. — 110, [2] с.
В. В. Николаев связывал слово чуваш с др.-иран., сак. sabär (caбap) — «наездник»:

С учетом влияния свойства чувашского языка, что было отмечено ещё Н. И. Ашмариным, которое выражается в чередовании ч, ç, ш (например: шулчă, çулчă, шулçă, çулçă), в первичной основе имени чăваш есть чу=су=шу=çу. Чăваш < шуваш < шубаш < суваш < сувас < субас < субаш [с персидского savar (савар), др.-иран., сак. sabär (caбap) — «наездник»; в < б] в древнекит. транскрипции субейси (с учетом перехода в чув. су=чу=шу и др.-ир. в=б). Слово SU.BIR (сувар, савир) из письма астролога Аккуллану царю Ашшурбанипалу в VII в. до н. э. иранского происхождения.— Николаев В. В. Иллюстрированная история чувашей. Книга I. Древняя эпоха — до 500 г. до н. э. — Чебоксары: Фонд историко-культурологических исследований им. К. В. Иванова, 2006. — С. 9.
Иван Хӗвечи предположил, что слово чуваш образовано из последовательной записи трёх древнеегипетских иероглифов, означающих землю (соответствует древнегреческой букве t), огонь (соответствует древнегреческой букве v), воду-ветер (соответствует древнегреческой букве s).

## Смена этнической самоидентификации
Со времени насильственной христианизации Поволжья (особенно массово в XIX веке) и вплоть до начала XX века исследователи фиксировали случаи смены этнической самоидентификации чуваш из религиозных соображений, так называемый «переход в татары» с принятием ислама. Со второй половины XX века возросла тенденция ассимиляции чувашей титульным населением России — русскими.

### Переход в татары
Массовый переход чуваш в татары был задокументирован в XIX — начале XX века и нашёл отражение во множестве научно-исследовательских работ.

Чувашенин, принявший мухаммеданство, уже стыдится именоваться чувашенином и говорить по-чувашски, а называет себя татарином. «Я не чувашенин, то есть не язычник», мыслит он: «я татарин, то есть правоверующий».— Комиссаров Г. И. Чуваши Казанского Заволжья // Известия общества археологии, истории и этнографии при Императорском Казанском университете. Т. XXVII. Вып. 5. — Казань, 1911. — С. 319.

### Переход в русские
Резкое снижение численности чуваш во второй половине XX века исследователи связывают с массовым переходом чуваш в русские.

Незначительно сократилось число чувашей: было 1,77 млн, стало 1,64 млн. Неблагоприятные демографические тенденции в данном случае действительно имеют место (об этом ниже), но основной фактор — смена этнической идентичности.— Население России 2003—2004. Одиннадцатый-двенадцатый ежегодный демографический доклад / Под ред. А. Г. Вишневского. — М. Наука, 2006. — С. 73.

## Возврат к историческим этнонимам

### Возврат к этнонимубулгары
Возврат к этнониму булгары связан с идеологией и опирается на теории происхождения чувашей и чувашского языка, представленные в современной истории и филологии.
В 1920-е годы обсуждалась идея переименования чувашей в булгар, вслед за переименованием черемис в марийцев.

В эти же годы буржуазные националисты развернули кампанию по переименованию чувашей в булгар, а Чувашскую АССР предлагали назвать «Булгарской».— Денисов П. В. Этнокультурные параллели дунайских болгар и чувашей. — Чебоксары, 1969. — С. 10.
В начале 1990-х гг. В. Л. Болгарский-Васильев в газете «Аталану» выступил с обращением к чувашской молодёжи со словами «Проснитесь, булгары!»

Проснитесь, булгары! Вспомните великое прошлое народа. Без великого прошлого у нас нет будущего.— Васильев В. Л. Проснитесь, булгары! — Аталану.
В 2007 г. адвокат В. Л. Болгарский-Васильев предложил восстановить этноним булгары.

…Самоназвание может остаться прежним — чуваши, а официальное название должно стать другим — булгары. Потому что оно связано с историей, предками.— Чувашия должна называться «Волжской Булгарией»
Историки В. Д. Димитриев и Г. И. Тафаев, писатели М. Н. Юхма и Ю. В. Дадюков, адвокат В. Л. Болгарский-Васильев в октябре 2012 г. в Чебоксарах в ходе «круглого стола» с руководителями делегаций чувашских национально-культурных объединений России и зарубежных стран, прошедшем в рамках празднования 20-летия образования Чувашского национального конгресса, распространили обращение к Главе Чувашской Республики М. В. Игнатьеву, к депутатам Госдумы РФ А. Г. Аксакову, В. С. Шурчанову, А. И. Аршиновой, к депутатам Госсовета ЧР с предложением восстановить историческое название Чувашской Республики «Республика Чувашия — Волжская Болгария».
16 января 2013 г. в Государственный Совет Чувашской Республики поступило коллективное обращение с просьбой инициировать изменение названия Чувашской Республики на историческое название «Республика Чувашия — Волжская Болгария» по-чувашски — «Чăваш — Атăлçи Пăлхар Республики», подписанное Г. И. Тафаевым, М. Н. Юхмой, В. Л. Болгарским-Васильевым, Ю. В. Дадюковым, Р. И. Шевлеби, Н. И. Заводсковой, А. В. Павловым.

### Возврат к этнонимусувары
Предприниматель Н. М. Адёр (Тувалкин) перед Всероссийской переписью населения в 2010 г. призывал чувашей отказаться от этнонима чуваши в пользу этнонима сувары.